# Wilhelm Evers (Politiker)
Wilhelm Evers (auch: Carl Friedrich Wilhelm Evers oder Karl Friedrich Wilhelm Evers; * 1797 oder 1798; † 6. Dezember 1853 in Hannover) war ein deutscher Jurist und Stadtdirektor von Hannover.

## Leben
Wilhelm Evers wirkte in der Residenzstadt des Königreichs Hannover zunächst als Stadtsekretär in Hannover, bevor er 1836 das Amt des Stadtsyndikus übernahm.
Nach der Aufhebung des Staatsgrundgesetzes durch König Ernst August hatte dieser im Jahr 1839 zunächst den Oberamtmann Georg Wilhelm Ludewig Hagemann vom Amt Wennigsen zum „Königlichen Kommissar“ der Stadt Hannover bestellt, vereidigte Hagemann dann aber aufgrund von Protesten der Bürgerschaft nicht. An seiner Stelle übernahm Evers am 26. Juli 1839 die Leitung des hannoverschen Magistrats.
Am 30. Juni 1843 übernahm Evers als Nachfolger des zwar tüchtigen, oftmals jedoch auch unberechenbaren Wilhelm Rumann die Aufgaben des Stadtdirektors von Hannover; ein Amt, das er dann durchgängig bis zu seinem Tode im Jahr 1853 wahrnahm. Dabei ging Evers vor allem durch seine Besonnenheit und seine Fähigkeit zur Vermittlung in die Stadtgeschichte ein. Auch als Anfang des Revolutionsjahres 1848 der Magistrat gemeinsam mit dem Bürgervorsteherkollegium die Spitze der stadthannoverschen Revolutionsbewegung bildete, brachte Evers „die berechtigten Forderungen in moderaterer Form vor und hatte auch sonst wesentlichen Anteil am ‚verfassungsmäßigen‘ Verlauf der Märzrevolution in Hannover“.

## Familie
Evers Tochter Auguste heiratete den Schuldirektor Hermann Dieckmann. Deren Tochter Luise (1852–1923) heiratete Otto Grotrian (1847–1921), den Professor für Elektrotechnik an der Technischen Hochschule Aachen, Sohn des Geheimen Kammerrats Hermann Grotrian (1811–1887) in Braunschweig und der Auguste Hüpeden. Diese beiden wiederum wurden Eltern des Astrophysikers Walter Grotrian (1890–1954).